# Ilania
Ilania (אילניה) est une commune israélienne située dans la Basse Galilée, sur la route reliant le carrefour Golani et Afoula. Elle servit de centre aux membres de l'association des "Ouvriers de Galilée" et à ceux de l'organisation Hashomer. Le lieu, proche du village appelé al-Shajara (ce qui signifie "arbre" en arabe) prit d’abord le nom de Sejera, copié de l’arabe ; le village est ensuite renommé en hébreu moderne "Ilaniya", qui a la même signification en hébreu.

## Historique
Ilaniya est fondée en 1902 sur des terres acquises par le baron Edmond de Rothschild en 1899. Tout près de "Shajara" se tient une ferme d'apprentissage agricole, qui voit la fondation de la première association ouvrière du pays nommée "Hahoresh". Le village est un pôle de brassage important des idées relatives au travail, à la garde et à la défense du pays. L'organisation juive de garde Hashomer, entre autres y mène ses activités. David Ben Gourion y travaille comme ouvrier.
Les fondateurs étaient des anciens habitants de Rosh Pina et Yessod Haméala, des Juifs venus de Safed et Tibériade, des immigrants de Kurdistan et Maroc, des absolvents[Quoi ?] de l'école Mikve Israël et aussi huit familles de sabbatéens convertis au judaïsme venus d'Astrakhan.
Durant la guerre israélo-arabe de 1948, Ilaniya fait face à de rudes batailles et sert de base aux forces de la Hagana et à celles du Lehi, dans leur combat face aux combattants arabes de l'Armée de Libération de la Palestine[réf. nécessaire][pas clair] dirigée par Kaoukji, qui réussissent à atteindre les portes du village d'où ils sont refoulées.
Depuis 1956 la localité est déclarée mochav (coopérative agricole).

## Personnalités liées
- Judith Marquet-Krause (1906-1936), née à Ilania, archéologue.